# Triglavi Nemzeti Park
A Triglavi Nemzeti Park (szlovénul Triglavski narodni park, TNP) Szlovénia egyetlen nemzeti parkja. Az 1981 óta védett terület a keleti Júliai-Alpokban terül el, nevét is annak legmagasabb csúcsáról, a 2864 méteres Triglavról kapta.

## Általános jellemzők

A Triglavi Nemzeti Park térképe

A Triglavi Nemzeti Park Szlovénia északnyugati részén található, közvetlenül olasz határnál, és közel az osztrák határhoz. Területe szinte teljesen lefedi a keleti Júliai-Alpok szlovén részét. Területe 880 km², az ország területének 4,3%-a. Egyike Európa első nemzeti parkjainak, létrejöttének története a következő:
- 1906 vagy 1908 – Albin Belar geológusprofesszor kezdeményezi a védetté nyilvánítást, ekkor még sikertelenül
- 1924 – 1600 hektáron megalakul a Triglavi Tóvölgy alpesi természetvédelmi terület
- 1961 – a park felveszi a Triglavi Nemzeti Park nevet és kibővítik 2000 hektárra
- 1981 – a nemzeti parkot kibővítik mai méreteire
- 2003 – A Júliai-Alpokat és a Triglavi Nemzeti Parkot felveszi az UNESCO Ember és Bioszféra (MaB) hálózatába
- 2004 – a park elnyeri a védett területek európai diplomáját
- 2007 - a park Europa Nostra díjat kap a 18. századi alpesi építészeti és néprajzi örökség védelméért Zgornja Radovna faluban.

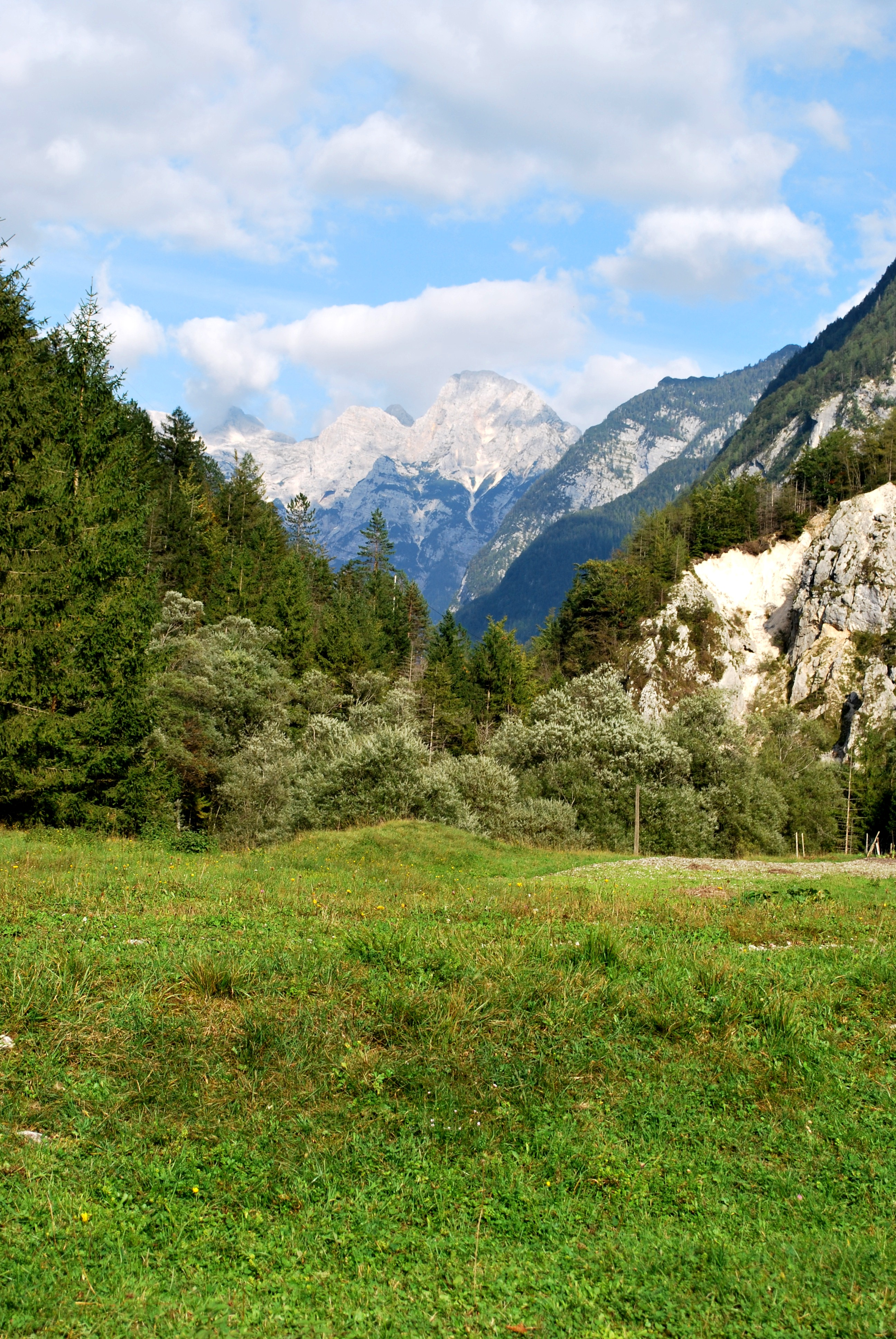
Táj a nemzeti parkban

A park legmagasabb pontja a 2864 méteres Triglav, legalacsonyabb pedig a 180 méteres Tolminka-szurdok. Tájait a Júliai-Alpok geológiai értelemben fiatal, felgyűrt vonulatai, meredek sziklafalak és gleccservájta, mély völgyek jellemzik. Éghajlata hűvös, a legmelegebb hónapban a völgyben 20 °C az átlaghőmérséklet, míg a hegyekben csak 5,6 °C. Télen az átlaghőmérséklet lent 0,7 °C, odafent pedig -8,8 °C. Az éves csapadékmennyiség meghaladja az 1500 mm-t. Évente 120-146 csapadékos napra lehet számítani.
A nemzeti park területének kétharmadát borítja erdő; a déli részen a bükk, északon pedig a luc és a vörösfenyő a domináns fafaj. A Száva és a Soča forrása közti hegység képezi a Fekete-tenger és az Adria vízgyűjtő medencéje közötti határt. A park gazdag különböző felszíni (patakok, gleccsertavak) és föld alatti (karsztforrások) vizekben. A karsztbarlangok száma meghaladja a 600-at.
A legfontosabb folyók a Soča, és a Száva forrásai, a Sava Bohinjka és a Sava Dolinka. A karsztosodott mészkő felszínén és gleccservájta völgyekben számos kisebb-nagyobb tó és tengerszem található. Legnagyobb a Bohinji-tó, de említést érdemel a Krn-tó, a Lužnicai-tó vagy a Triglav tóvölgyének tavai is. A vízesések közül leglátványosabb a Savica- és a Peričnik-vízesés.
A park területén nyolc önkormányzat osztozik: Bovec (30,9%), Bohinj (26,1%), Kranjska Gora (16,5%), Bled (4%), Tolmin (8,5%), Kobarid (3,9%), Gorje (10%) és Jesenice (0,1%). A lakott települések száma 33 (21 teljesen, 12 részben)

## Élővilág
A parkban 84 madárfaj fészkel, köztük szirti sasok, nyírfajdok és siketfajdok. Utóbbi számít leginkább veszélyeztetettnek, száma lassan, de folyamatosan csökken. Nyaranta fakó keselyűket is lehet látni a rétek fölött körözve.
A barnamedvék rendszeresen látogatják a parkot, de nem telepedtek meg benne; szemben azzal a néhány hiúzzal, amelyek az utóbbi évtizedben jelentek meg itt. A legjellegzetesebb emlősállat a zerge, melynek létszáma meghaladja a háromezret. 1964-ben a Zadnjica-völgybe kőszáli kecskéket telepítettek, ahonnan azok park más részeire is elvándoroltak. A mormotát is kőszáli kecskével együtt telepítették ide. A nagyvadak közül őshonos és nagy számban él a gímszarvas és az őz, a 60-as években pedig behozták a muflont is. Gyakori faj a havasi nyúl, a nyest, a róka és a borz; a vidra viszont nagyon ritka és a park egyik leginkább veszélyeztetett faja.

## Kulturális feladatok

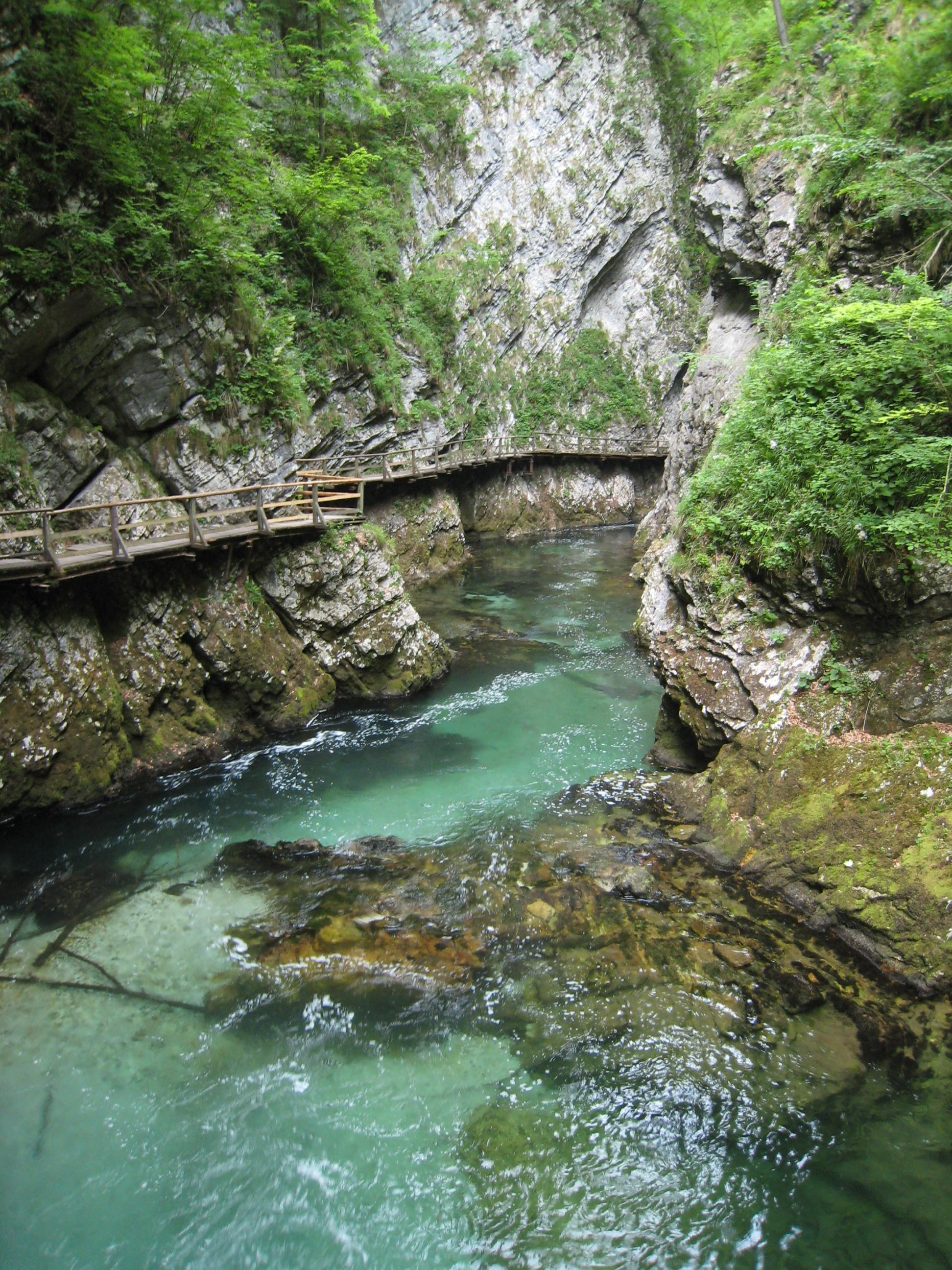
A Vintgar-szurdok

Bár a park elsődleges célja az alpesi táj eredeti növény-és állatvilágának, geológiai formációinak megóvása, fontos feladat az évszázadok óta itt élő emberek kulturális és építészeti örökségének védelme is. A Szlovén Kulturális Minisztérium regisztere szerint a park területén a nemzeti örökség 300 objektuma található, ezeknek kb. egyharmada nem egyházi építészeti örökség, egynegyede emlékmű, 17% települési örökség, 14% egyházi épület, 7% pedig régészeti jellegű nemzeti örökség.
A Triglavi Nemzeti Parkban található múzeumok:
- a Pocar-tanya Zgornja Radovnában. A 17. században épült tanyaház a park egyik legrégebbi épülete, a benne kiállított néprajzi kollekció a Pocar-család életét meséli el a Triglav lábánál
- a Felső-Száva völgyének múzeumai: Jesenicében a bányászati, vasérc-feldolgozói és régészeti gyűjtemény, valamint a Kos udvarház; Kasarna Jesenicében a néprajzi gyűjtemény; Mojstranában a Szlovén Alpesi Múzeum; Kranjska Gorában a Liznjek-tanya
- a Kobaridi Múzeum Kobarid község múltját és az isonzói csatákat mutatja be
- az Oplen-ház Studor v Bohinju-ban egy tipikus 20. század eleji tanyaház, amelyet múzeummá alakítottak át
- az Alpesi Tejmúzeum Stara Fužinában, az alpesi legelők marhapásztorainak életét és a falusi tejfeldolgozást mutatja be
- a Tolmini Múzeum a Felső-Soča völgyének régészeti, néprajzi, művészettörténeti emlékeit mutatja be

## Turizmus
A parkot évente több mint másfél millióan keresik fel Szlovéniából és a környező országokból is. A legnépszerűbb célpontok egyike maga a Triglav, melynek megmászása jó erőnlétet és hegymászói tapasztalatokat igényel. A Triglav gleccsere valaha 40 hektár kiterjedésű volt; mára 1-3 (évszaktól függően) hektárnyira zsugorodott. Sokan látogatják a Bohinji-tavat és télen a környező hegyek sípályáit, a Tolmini-szurdokot és Blejski Vintgar szurdokát. A gyors folyású Sočán népszerűek a rafting-túrák.